# Plongeon aux Jeux olympiques d'été de 1988
Navigation
Los Angeles 1984 Barcelone 1992
À l'occasion des Jeux olympiques d'été de 1988, quatre compétitions de plongeon furent organisées dans la Piscine olympique de Jamsil à Séoul du 17 au 20 septembre. 81 plongeurs venus de 30 pays se disputèrent les 12 médailles mises en jeu.

## Tableau des médailles pour le plongeon
| Place | Nation     | Médaille d'or | Médaille d'argent | Médaille de bronze | Total |
| ----- | ---------- | ------------- | ----------------- | ------------------ | ----- |
| 1     | Chine      | 2             | 3                 | 1                  | 6     |
| 2     | États-Unis | 2             | 1                 | 2                  | 5     |
| 3     | Mexique    | 0             | 0                 | 1                  | 1     |

## Participants par nations
| - Allemagne de l'Est (4) - Allemagne de l'Ouest (6) - Argentine (1) - Australie (5) - Autriche (2) - Bahamas (1) - Barbade (1) - Belgique (1) - Brésil (1) - Canada (6) - Chine (8) | - Corée du Sud (2) - Équateur (1) - Espagne (2) - États-Unis (7) - Finlande (1) - France (2) - Hong Kong (2) - Hongrie (3) - Italie (4) - Japon (4) - Koweït (1) | - Mexique (3) - Norvège (1) - Pays-Bas (2) - Pologne (1) - Royaume-Uni (5) - Suède (2) - Suisse (2) - Union soviétique (8) - Zimbabwe (1) |

## Résultats
Classements des finales

### Tremplin 3 mètres
| Rang               | Pays                 | Plongeur           | Points |
| ------------------ | -------------------- | ------------------ | ------ |
| Médaille d'or      | États-Unis           | Greg Louganis      | 730,80 |
| Médaille d'argent  | Chine                | Tan Liangde        | 704,88 |
| Médaille de bronze | Chine                | Li Deliang         | 665,28 |
| 4                  | Allemagne de l'Ouest | Albin Killat       | 661,47 |
| 5                  | Royaume-Uni          | Mark Bradshaw (en) | 642,99 |
| 6                  | Mexique              | Jorge Mondragón    | 616,02 |
| 7                  | Mexique              | Jesús Mena         | 598,77 |
| 8                  | Pays-Bas             | Edwin Jongejans    | 588,33 |
| 9                  | Autriche             | Niki Stajkovic     | 570,60 |
| 10                 | Union soviétique     | Aleksandr Portnov  | 563,37 |
| 11                 | Japon                | Keita Kaneto       | 562,05 |
| 12                 | Union soviétique     | Valery Goncharov   | 554,16 |

| Rang               | Pays               | Pongeuse         | Points |
| ------------------ | ------------------ | ---------------- | ------ |
| Médaille d'or      | Chine              | Gao Min          | 580,23 |
| Médaille d'argent  | Chine              | Li Qing          | 533,34 |
| Médaille de bronze | États-Unis         | Kelly McCormick  | 533,19 |
| 4                  | Union soviétique   | Irina Lashko     | 526,65 |
| 5                  | Union soviétique   | Marina Babkova   | 506,43 |
| 6                  | États-Unis         | Wendy Lucero     | 498,81 |
| 7                  | Allemagne de l'Est | Brita Baldus     | 479,19 |
| 8                  | Pays-Bas           | Daphne Jongejans | 465,45 |
| 9                  | Canada             | Debbie Fuller    | 450,30 |
| 10                 | Australie          | Jennifer Donnet  | 432,81 |
| 11                 | Canada             | Barbara Bush     | 429,18 |
| 12                 | Zimbabwe           | Tracy Cox        | 417,42 |

### Plateforme 10 mètres
| Rang               | Pays               | Plongeur            | Points |
| ------------------ | ------------------ | ------------------- | ------ |
| Médaille d'or      | États-Unis         | Greg Louganis       | 638,61 |
| Médaille d'argent  | Chine              | Xiong Ni            | 637,47 |
| Médaille de bronze | Mexique            | Jesús Mena          | 594,39 |
| 4                  | Union soviétique   | Georgy Chogovadze   | 585,96 |
| 5                  | Allemagne de l'Est | Jan Hempel          | 583,77 |
| 6                  | Chine              | Li Kongzheng        | 543,81 |
| 7                  | Allemagne de l'Est | Steffen Haage       | 541,02 |
| 8                  | Union soviétique   | Vladimir Timoshinin | 534,66 |
| 9                  | Mexique            | Jorge Mondrágon     | 511,89 |
| 10                 | Japon              | Isao Yamagishi      | 500,70 |
| 11                 | Canada             | David Bédard        | 499,53 |
| 12                 | États-Unis         | Patrick Jeffrey     | 483,54 |

| Rang               | Pays               | Pongeuse             | Points |
| ------------------ | ------------------ | -------------------- | ------ |
| Médaille d'or      | Chine              | Xu Yanmei            | 445,20 |
| Médaille d'argent  | États-Unis         | Michelle Mitchell    | 436,95 |
| Médaille de bronze | États-Unis         | Wendy Williams       | 400,44 |
| 4                  | Union soviétique   | Angela Stassyulevich | 386,22 |
| 5                  | Chine              | Chen Xiaodan         | 384,15 |
| 6                  | Union soviétique   | Yelena Miroshina     | 381,93 |
| 7                  | Norvège            | Kamilia Gamme        | 366,45 |
| 8                  | Allemagne de l'Est | Silke Abicht         | 350,61 |
| 9                  | Mexique            | María Alcalá         | 349,41 |
| 10                 | Canada             | Debbie Fuller        | 340,89 |
| 11                 | Hongrie            | Ildikó Kelemen       | 322,59 |
| 12                 | Argentine          | Verónica Ribot       | 297,18 |

## Source
- (en) Official Report of the Games of the XXIVth Olympiad Seoul, 1988 - Volume 2: Competition Summary and Results, [PDF]